# 1962 en Algérie
Chronologie de l’Algérie
- 1958
- 1959
- 1960
- 1961
- 1962
- 1963
- 1964
- 1965
- 1966

Cette page concerne l'année 1962 en Algérie, datation selon le calendrier grégorien.

## Événements

### Janvier
- 2 janvier : 6 attentats à Alger (2 morts et une dizaine de blessés).
- 7 janvier : 19 attentats se succèdent à Oran, le bilan s'élève à 6 morts et 12 blessés[1]. Une manifestation de plusieurs centaines de musulmans prend vie dans le quartier de la Cité de Mahieddine à Alger, après le raid organisé par un commando de l'OAS contre un dortoir musulman[2].
- 8 janvier : grève ordonnée par l'OAS est respectée à Oran et Alger.
- 14 janvier : à Alger, une voiture mitraille un café, 7 morts et 16 blessés. 7 autres attentats ont lieu, 5 à Oran, 2 à Constantine (3 morts et 18 blessés en tout).
- 19 janvier : grève des transports à Alger et Oran à cause de l'insécurité et de la violence qui règne en ville.
- 23 janvier : l'OAS fait sauter le gouvernail du paquebot Djebel-Dira dans le port de Bône[3],[4].

### Mars
- 7 mars : ouverture de la conférence d’Évian (voir Accords d'Évian).
- 18 mars : accords d’Évian accordant l’indépendance à l’Algérie ; un cessez-le-feu est fixé au 19 mars[5]. Le Sahara est intégré à l’Algérie. La délégation française est conduite par Louis Joxe.
- 19 mars : entrée en vigueur du cessez-le-feu en Algérie qui ne sera jamais respecté ni par le FLN, ni par l’OAS[5]. En France, la commémoration de cette date pour célébrer la fin de la guerre d’Algérie divise les anciens combattants. Un référendum est annoncé le jour même pour le mois d’avril alors que Ahmed Ben Bella et ses compagnons sont libérés.
- 22 mars : l’OAS ouvre le feu sur les forces de l’ordre à Alger[6].
- 23 mars : blocus de Bab El-Oued[6]. De violents combats éclatent dans le quartier de Bab El Oued à Alger : 20 morts.
- 26 mars : fusillade de la rue d’Isly. Quatre mille Pieds-noirs manifestent pacifiquement dans le quartier populaire de Bab El Oued à Alger et approchent de la grande poste par la rue d’Isly, lorsqu’à 15 heures un soldat d’un barrage de l’armée française ouvre le feu sur la foule. Il est suivi par les autres militaires paniqués. La fusillade qui va durer douze minutes fait officiellement 46 morts (56 selon d’autres sources) et 150 blessés (200 blessés selon d’autres sources)[6].

### Avril
- 9 avril : fermeture des facultés à Alger, et le 11 d’une partie du port d’Alger à cause de l’OAS qui veut empêcher le départ des Européens ; le 27 avril, l’OAS s’attaque aux sociétés de réservations[7]
- 21 avril : début du rapatriement des Européens d’Algérie. Plus de 900 000 Français d'Algérie et 91 000 Harkis se réfugient en France.

### Mai
- 1er mai : accident nucléaire de Béryl dans le Sahara algérien, à In Ecker, dans le Tan Afella[8].
- 2 mai : terreur en Algérie. Un attentat terroriste à la voiture piégée est commis au port d’Alger par des membres de l’OAS. Il fait plus de 60 morts morts et 150 blessés. Le 10 mai, sept femmes de ménage algériennes qui travaillaient pour des familles européennes sont assassinées par l’OAS au centre d’Alger. En réaction, le Si Azzedine, commandant de la zone autonome d’Alger ordonne l’exécution de tous les Français détenus[9].
- 12 mai : télégramme du ministre d’État aux autorités militaires Louis Joxe au haut-commissaire en Algérie Christian Fouchet stipulant que « les supplétifs débarqués en métropole en dehors du plan général de rapatriement seront en principe renvoyés en Algérie »[10].
- 19 mai : début du rapatriement massif des européens d’Algérie. Un pont aérien est établi entre Alger et la France[7].
- 27 mai : un crédit de 200 millions de francs est ouvert pour l’accueil des Français d’Algérie.

### Juin
- 7 juin : les commandos Delta incendient la bibliothèque universitaire d’Alger. Point culminant de la « politique de la terre brûlée » menée par l’OAS[11].
- 17 juin : accords sur l’arrêt des violences entre Jean-Jacques Susini, représentant de l’OAS, et Chawki Mostefaï pour le FLN[7]. Le lendemain, plusieurs ministres du gouvernement provisoire de la République algérienne, dont Ben Bella, prennent position contre ces accords.
- 27 juin : capitulation de l’OAS[7].  1er juillet : référendum d’autodétermination en Algérie.

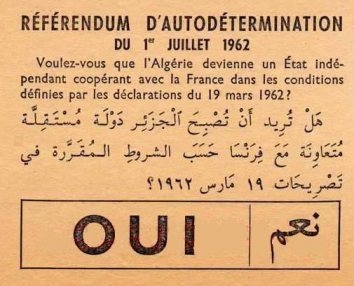
: référendum d’autodétermination en Algérie.

### Juillet
- 1er juillet : la population algérienne se prononce à 99,7 % des suffrages exprimés pour l’indépendance, lors du référendum d’autodétermination[5].
- 3 juillet : la France reconnaît officiellement l’indépendance de l’Algérie. Transfert de souveraineté à l’exécutif provisoire de l’État algérien[12]. Le gouvernement français donne l’ordre d’ouverture des frontières[13].

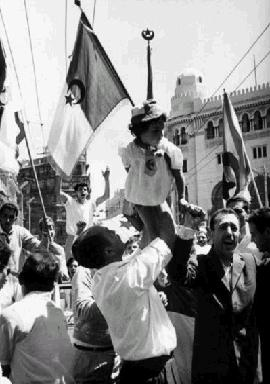
Population en liesse commémorant en 2007 la proclamation officielle de l’indépendance (5 juillet 1962)

- 5 juillet : fête de l’indépendance en Algérie[14]. À Oran, une fusillade provoque le massacre de civils européens par la foule algérienne. 145 décès sont officiellement recensés[15], mais il y aurait eu environ 700 morts ou disparus[16],[17],[18].
- 6 juillet : incidents à Tindouf et Saf-Saf, au Sahara algérien revendiqué par le Maroc[19].
- 11 juillet : Ben Bella arrive en Oranie pour former le « groupe de Tlemcen » opposé au gouvernement provisoire de la République algérienne[15]. Début de « l’été de la discorde ».
- 12 juillet : les troupes fidèles à Ben Bella occupent Oran[15].
- 17 juillet : début des massacres de harkis[20]. Le FLN massacre de 30 000 à 80 000 harkis[21].

### Août
- 3 août : Ahmed Ben Bella est accueilli triomphalement à Alger où il s’établit avec le bureau politique du FLN[15].

### Septembre

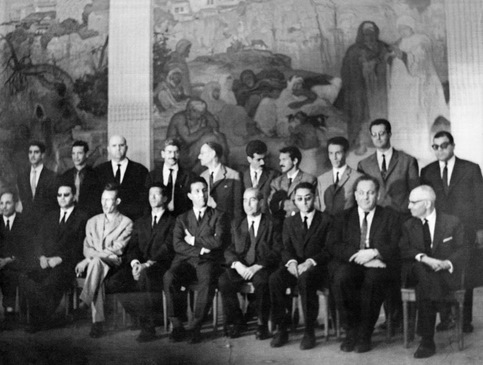
29 septembre : gouvernement Ben Bella.

- 9 septembre : L'Armée nationale populaire (ANP) commandée par le colonel colonel Houari Boumédiène entre à Alger[15] Fin du conflit algérien. Il a fait plus de 23 000 morts (dont 9000 accidentellement[22]) et près de 65 000 blessés sur un effectif total de deux millions de soldats français et 158 000 morts du côté de l’ALN[23]. Ceci ne comptabilise pas les civils, citadins et paysans surtout, ce qui porterait les pertes humaines algériennes à 230 000 (chiffres officiels en Algérie : 1 500 000)[22].
- 25 septembre : le président de l’Assemblée nationale algérienne élu le 20 juillet, Ferhat Abbas, proclame la république démocratique et populaire d’Algérie[7].
- 29 septembre : à la suite de sa victoire sur le GPRA, Ahmed Ben Bella est investi Premier ministre de la République démocratique et populaire d’Algérie[7].

### Octobre
- 4 octobre la Résolution 176 du Conseil de sécurité de l'ONU est votée lors de la 1020e séance du Conseil de sécurité concernant l'Algérie et qui recommande à l'Assemblée générale des Nations unies d'admettre ce pays comme nouveau membre[24].
- 2-9 octobre : prise de possession de Tindouf par l’armée algérienne ; le 16 octobre, deux journaux de Rabat, La Nation africaine (gouvernemental) et El Alam (organe de l'Istiqlal) annoncent que « les accrochages qui se sont produits ces jours derniers à Tindouf auraient fait 130 morts du côté marocain »[25].
- 8 octobre : l’Algérie est admise à l’ONU en présence de Ben Bella[15].

## Économie et société
- La Guerre d'Algérie s'achève après 8 ans de conflit.
  - 2 millions de Français ont été mobilisés
  - 25 000 ont été tués[26].
  - 200 000 ont été blessés.
  - de 4 000 à 4 500 civils français (Pieds-noirs) ont été tués de 1954 à 1964[26].
  - 15 000 à 150 000 musulmans qui servaient au côté des Français (harkis, moghaznis, GMS) sont massacrés après le 19 mars par les FLN[26].
  - 153 000 moudjahidines ont été tués au combat. La population algérienne a perdu de 350 000 à 400 000 habitants, soit 3 % de la population[26].
  - les opérations militaires en Algérie de 1954 à 1962 ont coûté plus de 40 milliards de francs au budget de l'État, soit 13 % du PIB.
- La Guerre d'Algérie représente la dernière mobilisation de masse du contingent hors de la métropole. Les dépenses militaires, qui représentaient près de 5 % du PIB en 1962 sont considérablement réduites et passeront à 2,5 % du PIB en 1970. Démobilisation massive des forces armées qui passent de 1,5 million à 400 000 hommes.

| Année                                  | 1954         | 1955         | 1956          | 1957           | 1958           | 1959           | 1960           | 1961          | 1962           | 1963           |
| -------------------------------------- | ------------ | ------------ | ------------- | -------------- | -------------- | -------------- | -------------- | ------------- | -------------- | -------------- |
| Dépenses militaires (francs 1960)      | 12 milliards | 11 milliards | 14 milliards  | 14,6 milliards | 14,8 milliards | 16,3 milliards | 16,1 milliards | 16 milliards  | 14,5 milliards | 13,9 milliards |
| % du PIB                               | 7,5          | 6,3          | 7,5           | 6,9            | 6              | 6,2            | 6              | 5,5           | 5              | 4,6            |
| Dont affecté à l'Algérie (francs 1960) | 0,5 milliard | 2 milliards  | 4,6 milliards | 5,5 milliards  | 7 milliards    | 7,5 milliards  | 7,7 milliards  | 7,8 milliards | 2,5 milliards  | 0              |
| Effectif militaire déployé             | 50000        | 83000        | 120000        | 250000         | 400000         | 450000         | 470000         | 480000        | 80000          | 0              |

## Sport

### Football
- Championnat d'Algérie de football 1962-1963
- Championnat d'Algérie de football de deuxième division 1962-1963
- Saison 1962-1963 de l'ASM Oran
- Saison 1962-1963 de l'USM Alger
- Saison 1962-1963 de l'USM Blida
- Saison 1962-1963 du CR Belcourt

## Naissances en 1962
- 1er janvier: Rabah Esma (auteur-compositeur-interprète algérien de musique kabyle)
- 21 janvier: Ali Ben Halima (footballeur international algérien)
- 2 février: Mustapha Moussa (boxeur algérien)
- 5 février: Chaba Fadela (chanteuse de Raï et actrice algérienne)
- 21 avril: Leila Ameddah (artiste peintre et sculptrice algérienne)
- 25 août: Mustapha Benbada  (un homme politique algérien)
- 2 novembre: Mokhtar Kechamli (footballeur international algérien)
- 2 novembre: Mustapha Boukar (ancien footballeur international algérien)
- 15 novembre : Moussa Maaskri, (acteur et scénariste franco-algérien).

## Décès en 1962
- 15 mars: Mouloud Feraoun (écrivain algérien d'expression française). Il est mort assassiné par l’OAS à Alger.
- 16 avril: Jean Amrouche, alias Jean El Mouhoub (écrivain, journaliste littéraire et homme de radio d'expression française)